# Vanbadhi
Vanbadhi  est une petite île inhabitée des Maldives.  

## Géographie
Vanbadhi est située dans le centre des Maldives, au Sud-Ouest de l'atoll Kolhumadulu, dans la subdivision de Thaa. 